# Hardin (Illinois)
Hardin település az Amerikai Egyesült Államok Illinois államában, Calhoun megyében, melynek megyeszékhelye is. Lakosainak száma 801 fő (2020. április 1.).

## Népesség
A település népességének változása:

| 2010 | 967 |
| 2020 | 801 |